# Acanthocardia aculeata
Az Acanthocardia aculeata a kagylók (Bivalvia) osztályának a Cardiida rendjébe, ezen belül a szívkagylók (Cardiidae) családjába tartozó faj.
Az Acanthocardia kagylónem típusfaja.

## Előfordulása
Az Acanthocardia aculeata előfordulási területe az Atlanti-óceán északkeleti részén, valamint a Földközi-tengerben van.

## Megjelenése
A héjának átmérője elérheti az 50-115 millimétert. A tömzsi megjelenésű kagylóhéj magasan domború, oldalról nézve szívalakot vesz fel. A szélei durva tapintásúak. A felszínén 20-22 kiemelkedés van, melyek a héj végén tüskékben végződnek. A héja kívül általában világosbarna színű. Belül fehér, számos kinövéssel a felületén.

## Életmódja
Az árapálytérség alatt él, a homokos és iszapos tengerfenéken. Fitoplanktonnal táplálkozik.

## Képek

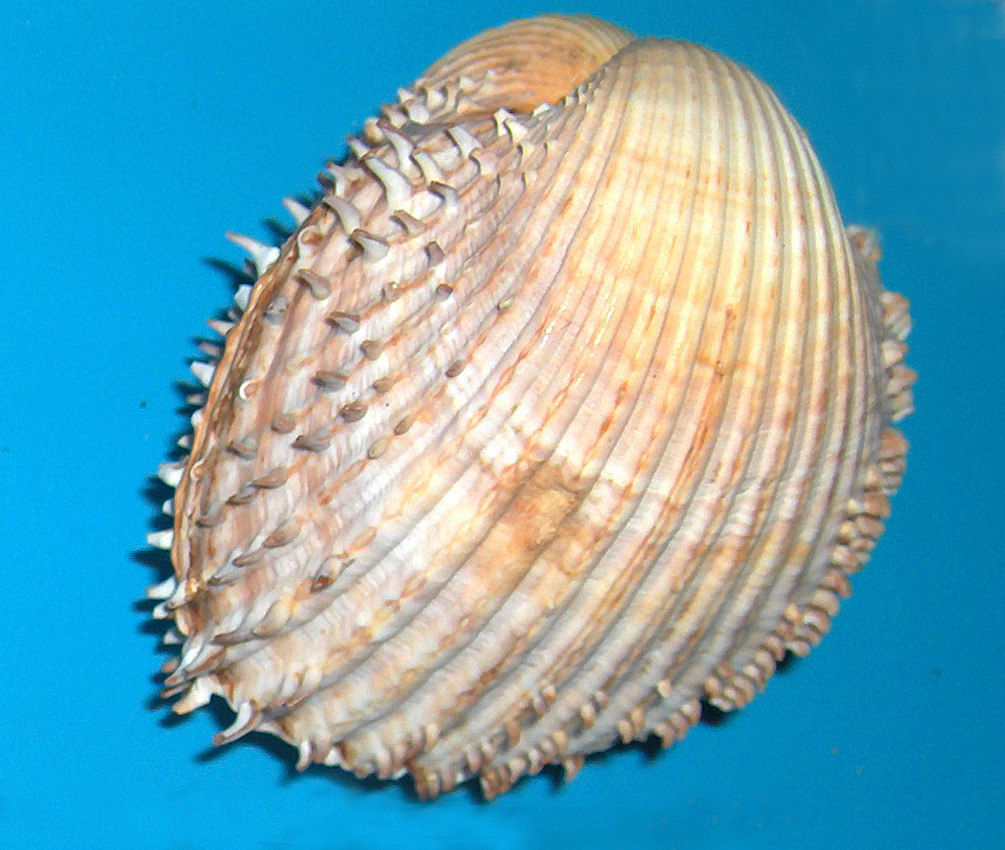
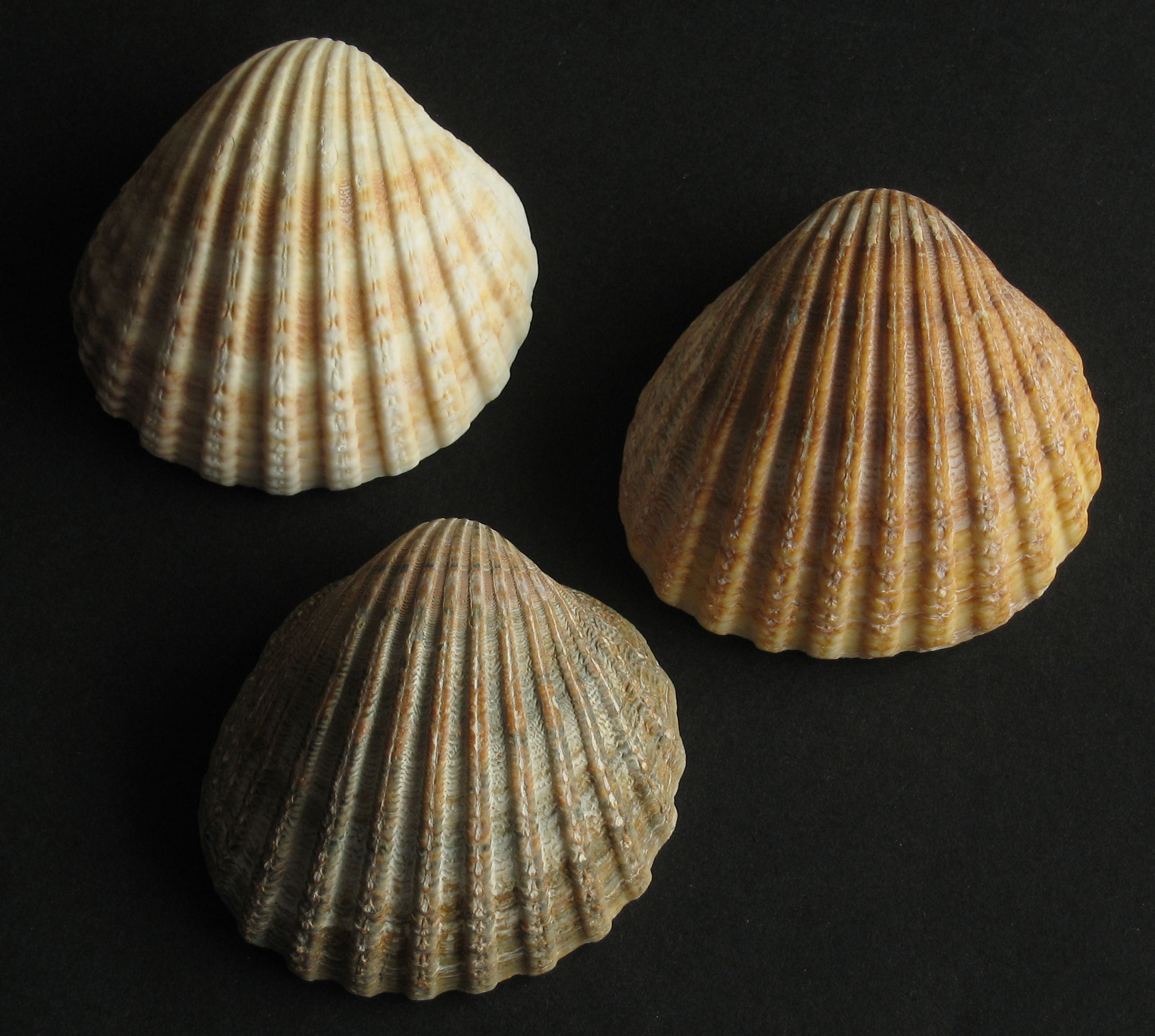
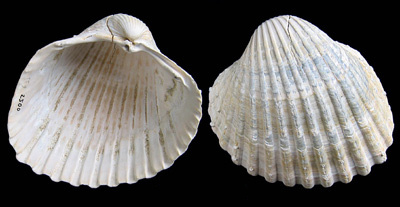
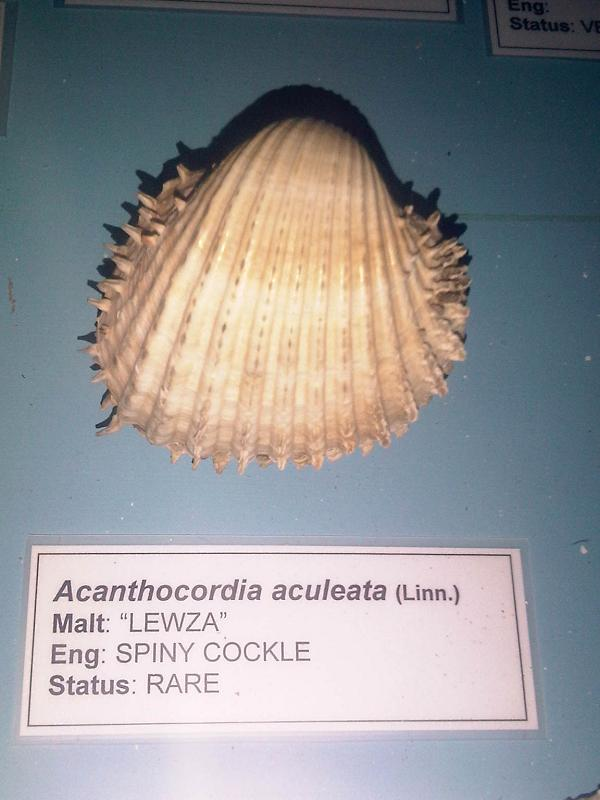

### Fordítás
- Ez a szócikk részben vagy egészben  az   Acanthocardia aculeata című angol Wikipédia-szócikk ezen változatának fordításán alapul.  Az eredeti cikk szerkesztőit annak laptörténete sorolja fel. Ez a jelzés csupán a megfogalmazás eredetét és a szerzői jogokat jelzi, nem szolgál a cikkben szereplő információk forrásmegjelöléseként.